# Jakob Brenneisen

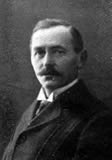
Jakob Brenneisen als Abgeordneter, 1920

Jakob Brenneisen (* 10. Mai 1869 in St. Alban, Ortsteil Hengstbacherhof,
Pfalz, Königreich Bayern; † 27. Mai 1947 in Mannweiler) war Landwirt und 1920 – 1924 Abgeordneter der Bayerischen Volkspartei (BVP) im Bayerischen Landtag zu München.

## Leben und Wirken
Jakob Brenneisen wurde als Sohn einer katholischen Bauernfamilie auf dem zur Gemeinde St. Alban gehörenden Hengstbacherhof geboren. 1875 bis 1882 besuchte er die Volksschule, 1883 bis 1884 die landwirtschaftliche Fortbildungsschule auf dem nahen Schmalfelderhof. 1895 übernahm Jakob Brenneisen den elterlichen Gutsbetrieb.
Der junge Landwirt engagierte sich politisch in der Deutschen Zentrumspartei. Ab 1906 war er Mitglied des Gemeinderates von St. Alban und Adjunkt auf dem  Hengstbacherhof, seit 1909 auch Mitglied des Distriktrates und von 1919 an saß er im Bezirkstag der Pfalz.
Jakob Brenneisen trat in die neu gegründete Bayerische Volkspartei über und wurde für sie 1920 in den Bayerischen Landtag zu München gewählt. Er vertrat dort die Stimmkreise Germersheim, Kirchheimbolanden-Rockenhausen-Obermoschel, sowie Kusel. Zudem engagierte sich der Pfälzer im „Bayerischen Christlichen Bauernverein“.
Jakob Brenneisen gehörte dem Landtag bis 1924 an. Er saß im Ausschuss für Aufgaben wirtschaftlicher Art und fungierte ab 25. November 1921 als Vertreter des Landtags beim Ernährungsbeirat.
Vom 28. Juni bis 5. Juli 1933 befand sich Brenneisen aus politischen Gründen in Schutzhaft.

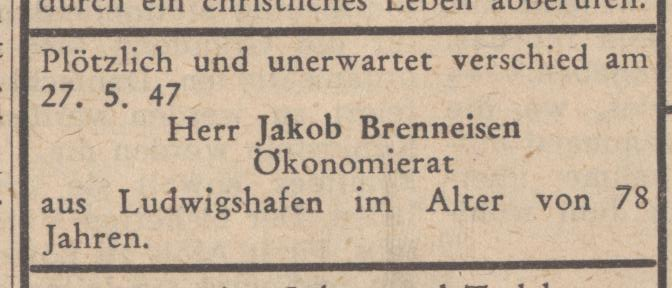
Todesanzeige von Jakob Brenneisen, aus "Der Pilger".

1946 wurde die Pfalz von Bayern abgetrennt und ging im neuen Bundesland Rheinland-Pfalz auf. Jakob Brenneisen gehörte zu den Gründervätern der pfälzischen CDU, wobei er jedoch für eine konfessionelle Partei plädierte und als „graue Eminenz“ der katholisch-politischen Minderheit in der Nordpfalz galt.
Nach seinem Tod erschien im Pilger, der Kirchenzeitung des Bistums Speyer eine Todesanzeige für ihn (Pilger Nr. 26, vom 29. Juni 1947). Dort wird er als Ökonomierat bezeichnet und als Heimatort Ludwigshafen am Rhein angegeben, wo er demnach damals gewohnt haben muss.